# Leichtathletik-Europameisterschaften 2006/Kugelstoßen der Männer

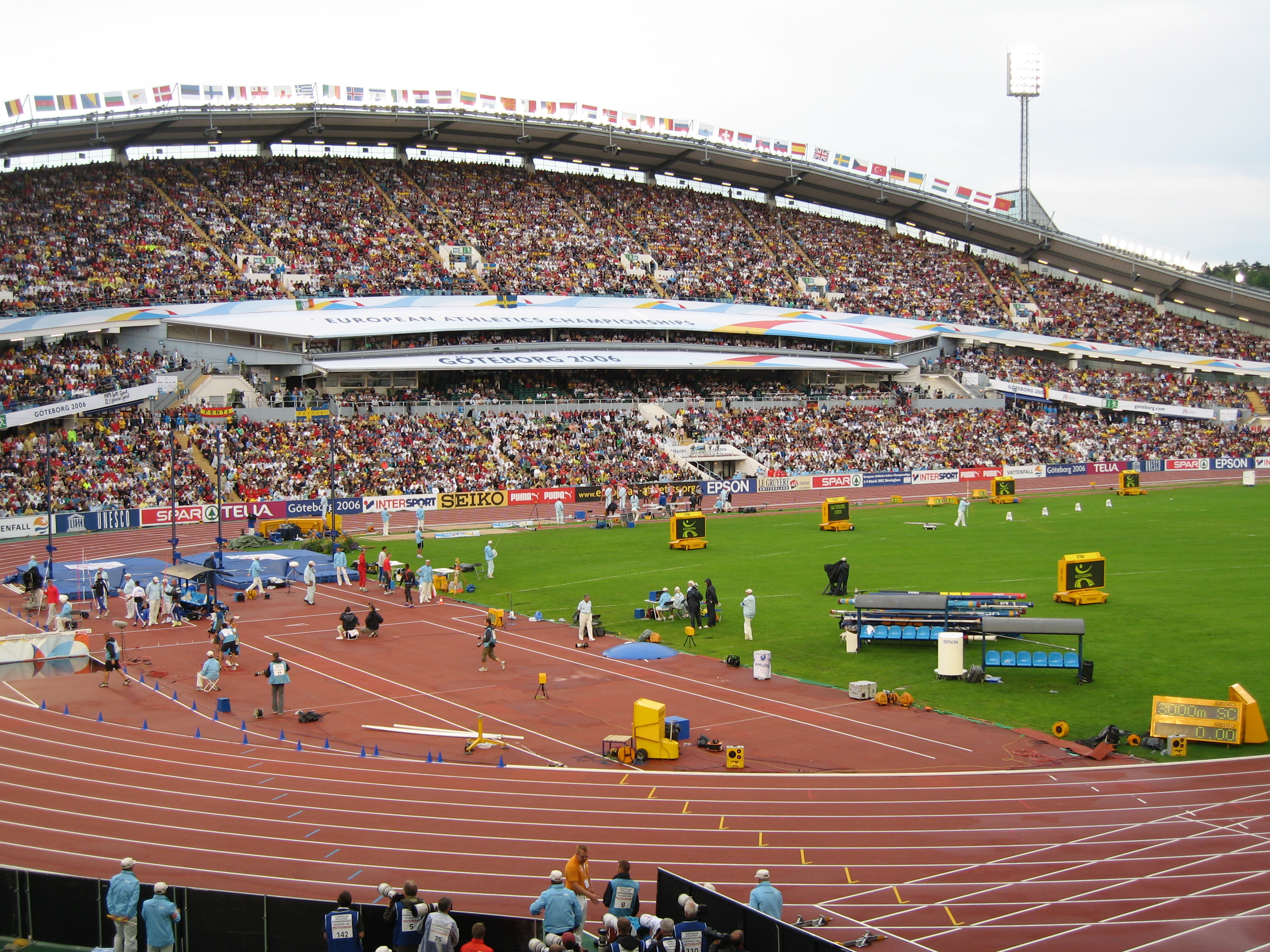
Das Ullevi-Stadion in Göteborg während der Europameisterschaften 2006

Das Kugelstoßen der Männer bei den Leichtathletik-Europameisterschaften 2006 wurde am 7. August 2006 im Ullevi-Stadion der schwedischen Stadt Göteborg ausgetragen.
Europameister wurde der Deutsche Ralf Bartels, der bei den Europameisterschaften 2002 und den Weltmeisterschaften 2005 jeweils Bronze gewonnen hatte. Er siegte vor dem dänischen Vizeeuropameister von 2002 und dem Olympiazweiten von 2004 Joachim Olsen. Auf den dritten Platz kam der niederländische Vizeweltmeister von 2005 Rutger Smith.

## Bestehende Rekorde
| Weltrekord           | 23,12 m | Randy Barnes   | Los Angeles, USA             | 20. Mai 1990    |
| Europarekord         | 23,06 m | Ulf Timmermann | Chania – Kreta, Griechenland | 22. Mai 1988    |
| Meisterschaftsrekord | 22,22 m | Werner Günthör | EM Stuttgart, BR Deutschland | 28. August 1986 |

Der bestehende EM-Rekord wurde bei diesen Europameisterschaften nicht erreicht. Die größte Weite erzielte der deutsche Europameister Ralf Bartels im Finale mit 21,13 m, womit er 1,09 m unter dem Rekord blieb. Zum Europarekord fehlten ihm 1,93 m, zum Weltrekord 1,99 m.

## Doping
In diesem Wettbewerb kam es zu drei Dopingfällen:
- Wegen immer wieder auftretender Dopingvergehen wurden alle Ergebnisse des Belarussen Andrej Michnewitsch – hier sein zweiter Platz – seit August 2005 annulliert.[3]
- Der Ukrainer Jurij Bilonoh war zunächst Sechster. Er wurde für den Zeitraum 18. August 2004 bis 17. August 2006 gesperrt. Alle Ergebnisse inklusive des Olympiasiegs 2004 und dem EM-Resultat wurden gestrichen.[4]
- Der dritte Dopingsünder war der Finne Ville Tiisanoja, der ursprünglich Rang elf belegt hatte. Er gab die Einnahme von Testosteron zu, wurde für zwei Jahre gesperrt und mit einer Strafe von 50.000 Euro belegt.[5]

Im Endresultat rückten die weiteren Teilnehmer um jeweils entsprechende Ränge nach vorn.
Leidtragende dieses dreifachen Dopingbetrugs waren in erster Linie sechs Athleten:
- Der Niederländer Rutger Smith erhielt seine Bronzemedaille erst, nachdem Michnewitsch sein zweiter Platz aberkannt worden war, und konnte somit nicht an der Siegerehrung der drei Erstplatzierten teilnehmen.
- Drei Kugelstoßern wurde die Teilnahme am Finale verwehrt, obwohl sie nach der Disqualifikation der Dopingsünder teilnahmeberechtigt gewesen wären:
  - Mikuláš Konopka, Slowakei
  - Milan Jovanović, Serbien
  - Nedžad Mulabegović, Kroatien
- Zwei Finalisten hätten im Finale der besten Acht gestanden und wären jeweils zu drei weiteren Stößen berechtigt gewesen:
  - Manuel Martínez, Spanien
  - Pawel Lyschyn, Belarus

## Legende
Kurze Übersicht zur Bedeutung der Symbolik – so üblicherweise auch in sonstigen Veröffentlichungen verwendet:
| NM  | keine Weite (no mark)                 |
| ogV | ohne gültigen Versuch                 |
| DOP | wegen Dopingvergehens disqualifiziert |
| –   | verzichtet                            |
| x   | ungültig                              |

## Qualifikation
7. August 2006, 10:05 Uhr
32 Wettbewerber traten in zwei Gruppen zur Qualifikationsrunde an. Sieben von ihnen (hellblau unterlegt) übertrafen die Qualifikationsweite für den direkten Finaleinzug von 20,20 m. Damit war die Mindestzahl von zwölf Finalteilnehmern nicht erreicht. Das Finalfeld wurde mit den fünf nächstplatzierten Sportlern (hellgrün unterlegt) auf Kugelstoßer Werfer aufgefüllt. So mussten schließlich 19,46 m für die Finalteilnahme erbracht werden.
Nachträglich wurden allerdings drei der Finalisten wegen Dopingbetrugs disqualifiziert.

## Gruppe A
| Platz | Name                | Nation                  | Bestweite (m) | 1. Versuch (m) | 2. Versuch (m) | 3. Versuch (m) | Anmerkung                              |
| 1     | Joachim Olsen       | Dänemark                | 20,32         | 19,79          | 20,32          | –              |                                        |
| 2     | Pawel Sofjin        | Russland                | 20,15         | x              | 19,77          | 20,15          |                                        |
| 3     | Andy Dittmar        | Deutschland             | 19,68         | 19,43          | 19,29          | 19,68          |                                        |
| 4     | Milan Jotanović     | Serbien                 | 19,53         | 18,68          | 18,53          | 19,53          | eigentlich für das Finale qualifiziert |
| 5     | Carl Myerscough     | Großbritannien          | 19,52         | 19,52          | x              | 19,02          |                                        |
| 6     | Milan Haborák       | Slowakei                | 19,38         | 19,09          | 18,98          | 19,38          |                                        |
| 7     | Conny Karlsson      | Finnland                | 19,18         | 18,92          | x              | 19,18          |                                        |
| 8     | Raigo Toompuu       | Estland                 | 19,11         | 18,95          | 19,11          | x              |                                        |
| 9     | Gheorghe Gușet      | Rumänien                | 19,00         | x              | x              | 19,00          |                                        |
| 10    | Gaëtan Bucki        | Frankreich              | 18,94         | 18,85          | 18,94          | x              |                                        |
| 11    | Galin Kostadinow    | Bulgarien               | 18,43         | 18,04          | 18,43          | 18,27          |                                        |
| 12    | Jimmy Nordin        | Schweden                | 18,35         | 18,26          | 18,28          | 18,35          |                                        |
| 13    | Hamza Alić          | Bosnien und Herzegowina | 18,15         | x              | 18,15          | x              |                                        |
| 14    | Ion Emilianov       | Moldau                  | 18,04         | 18,04          | 17,78          | 17,65          |                                        |
| DOP   | Andrej Michnewitsch | Belarus                 | 20,39         | x              | 20,49          | –              | für das Finale zugelassen              |
| DOP   | Jurij Bilonoh       | Ukraine                 | 19,78         | 19,78          | x              | x              | für das Finale zugelassen              |

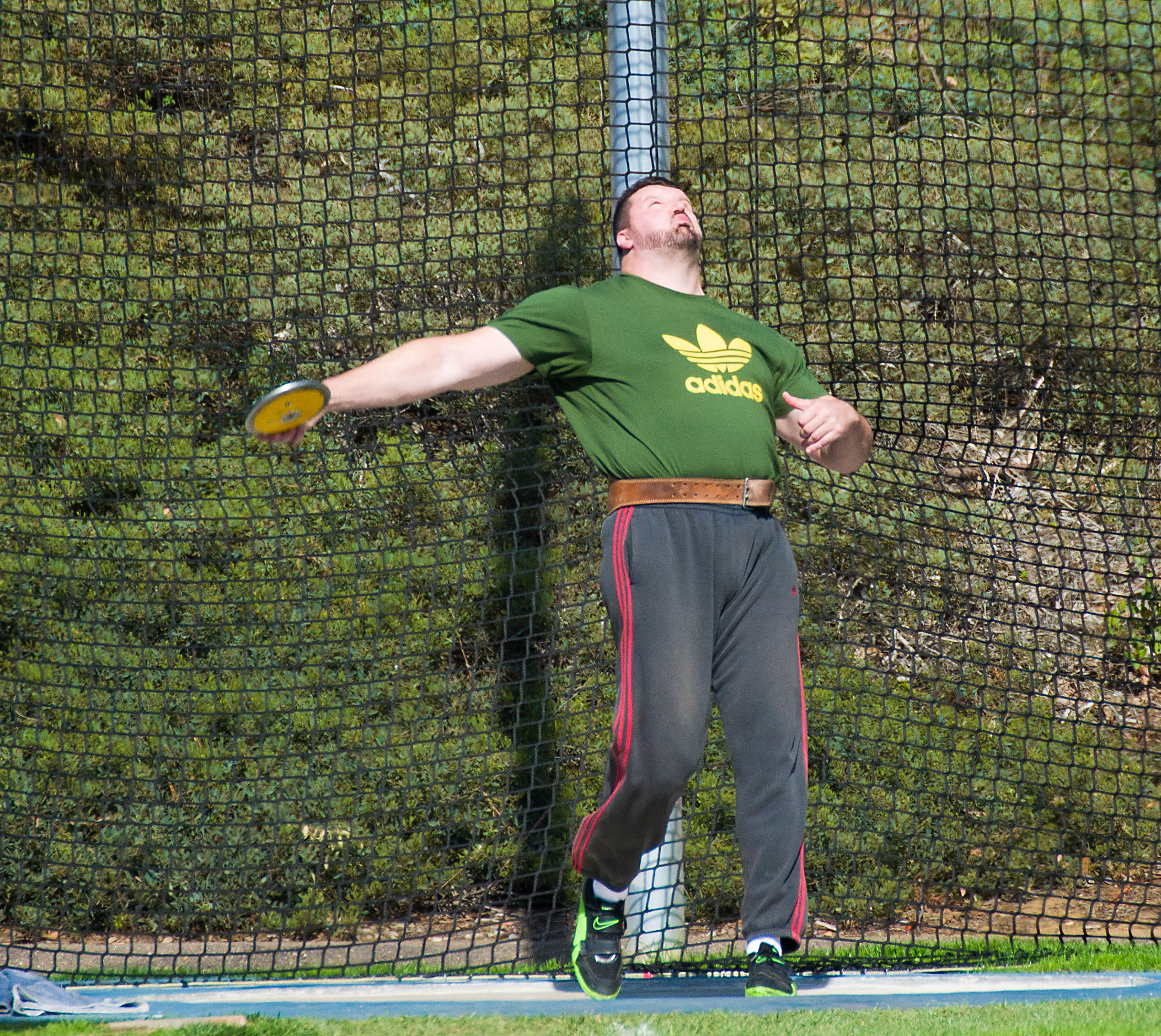
Carl Myerscough schied mit 19,52 m in der Qualifikation aus
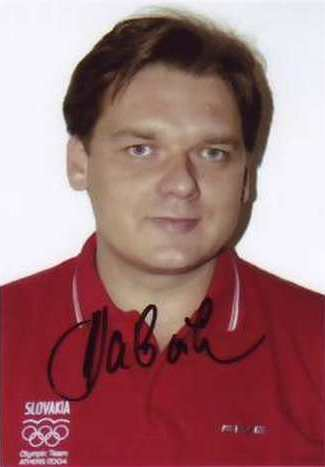
Milan Haborák erzielte 19,38 m, was nicht für die Finalteilnahme reichte
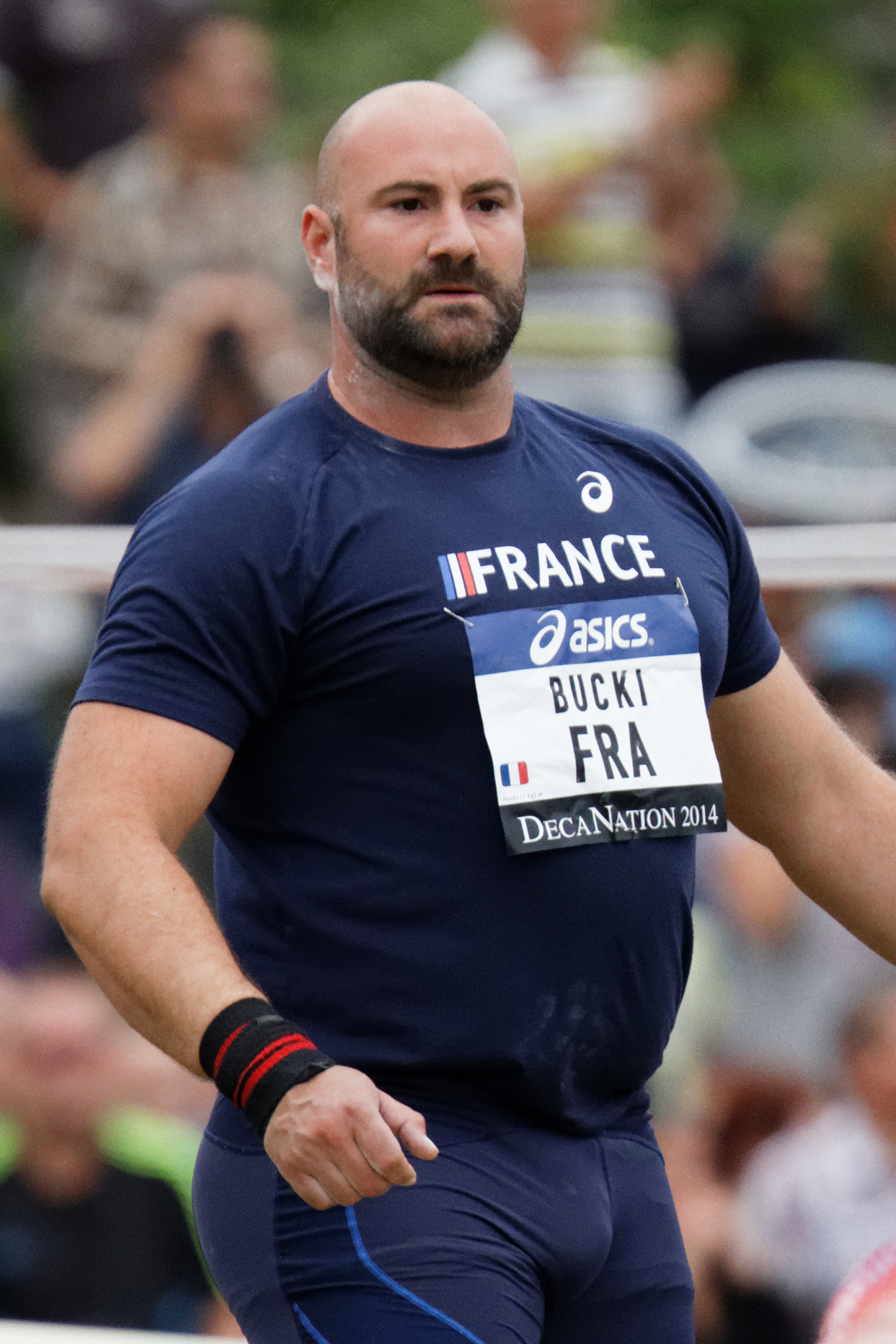
Mit 18,94 m hatte Gaëtan Bucki keine Chance auf die Finalteilnahme
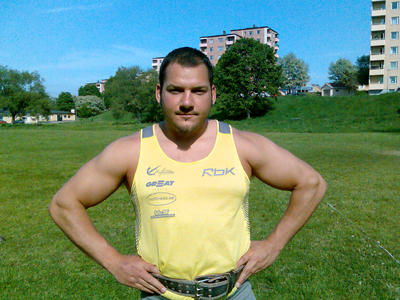
18,35 m waren für Jimmy Nordin deutlich zu wenig, um im Finale dabei zu sein

## Gruppe B
| Platz | Name               | Nation      | Bestweite (m) | 1. Versuch (m) | 2. Versuch (m) | 3. Versuch (m) | Anmerkung                              |
| 1     | Ralf Bartels       | Deutschland | 20,58         | 20,58          | –              | –              |                                        |
| 2     | Rutger Smith       | Niederlande | 20,39         | 20,39          | –              | –              |                                        |
| 3     | Manuel Martínez    | Spanien     | 20,37         | 19,60          | 19,84          | 20,37          |                                        |
| 4     | Anton Ljuboslawski | Russland    | 20,22         | 18,89          | 19,09          | 20,22          |                                        |
| 5     | Tomasz Majewski    | Polen       | 19,74         | 18,80          | 19,74          | 19,61          |                                        |
| 6     | Pawel Lyschyn      | Belarus     | 19,71         | x              | 19,37          | 19,71          |                                        |
| 7     | Mikuláš Konopka    | Slowakei    | 19,65         | 19,65          | 19,40          | x              | eigentlich für das Finale qualifiziert |
| 8     | Nedžad Mulabegović | Kroatien    | 19,48         | 17,59          | 18,88          | 19,48          | eigentlich für das Finale qualifiziert |
| 9     | Mika Vasara        | Finnland    | 18,95         | x              | 18,95          | x              |                                        |
| 10    | Yves Niaré         | Frankreich  | 18,70         | 18,70          | x              | x              |                                        |
| 11    | Taavi Peetre       | Estland     | 18,67         | 18,67          | x              | 18,53          |                                        |
| 12    | Māris Urtāns       | Lettland    | 18,40         | 18,40          | 17,84          | x              |                                        |
| 13    | Remigius Machura   | Tschechien  | 18,02         | 17,90          | 17,92          | 18,02          |                                        |
| 14    | Danilo Ristić      | Montenegro  | 15,29         | 15,29          | x              | x              |                                        |
| NM    | Luka Rujević       | Serbien     | ogV           | x              | x              | x              |                                        |
| DOP   | Ville Tiisanoja    | Finnland    | 20,34         | 20,34          | –              | –              | für das Finale zugelassen              |

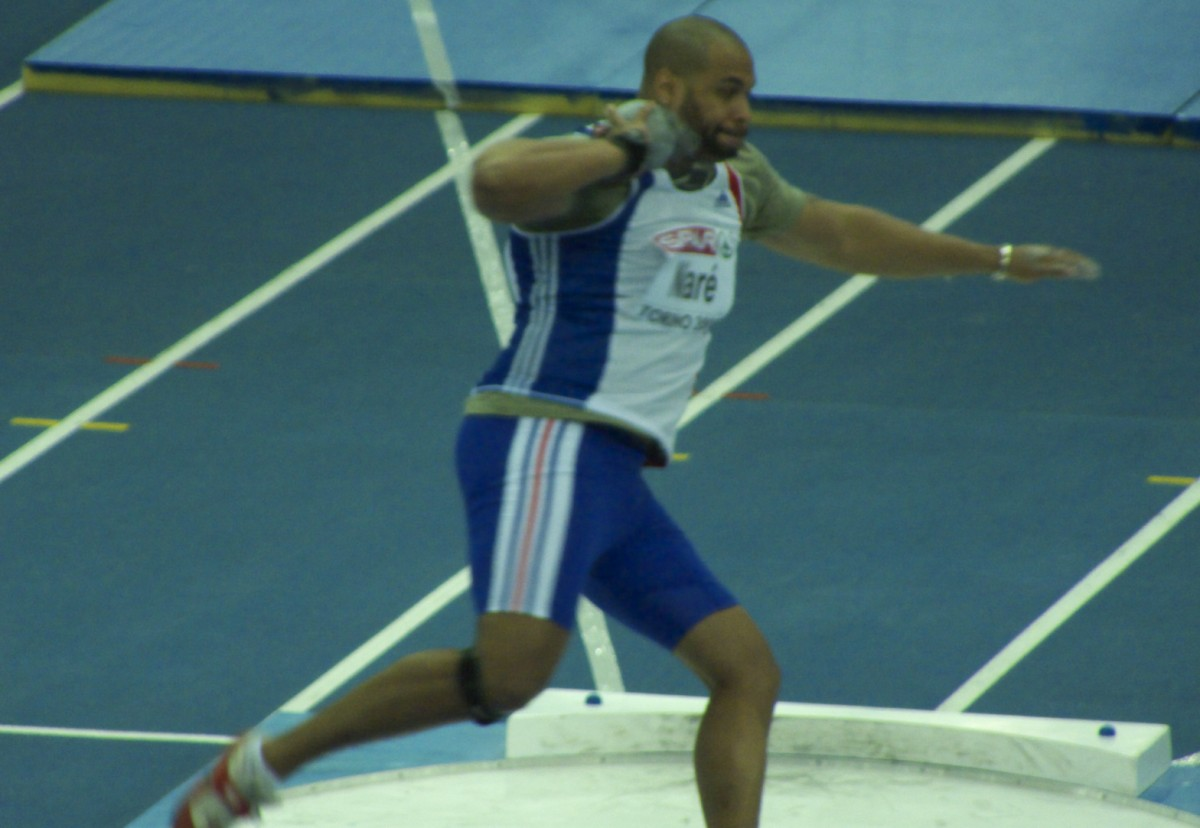
Yves Niaré scheiterte mit 18,70 m in der Qualifikation
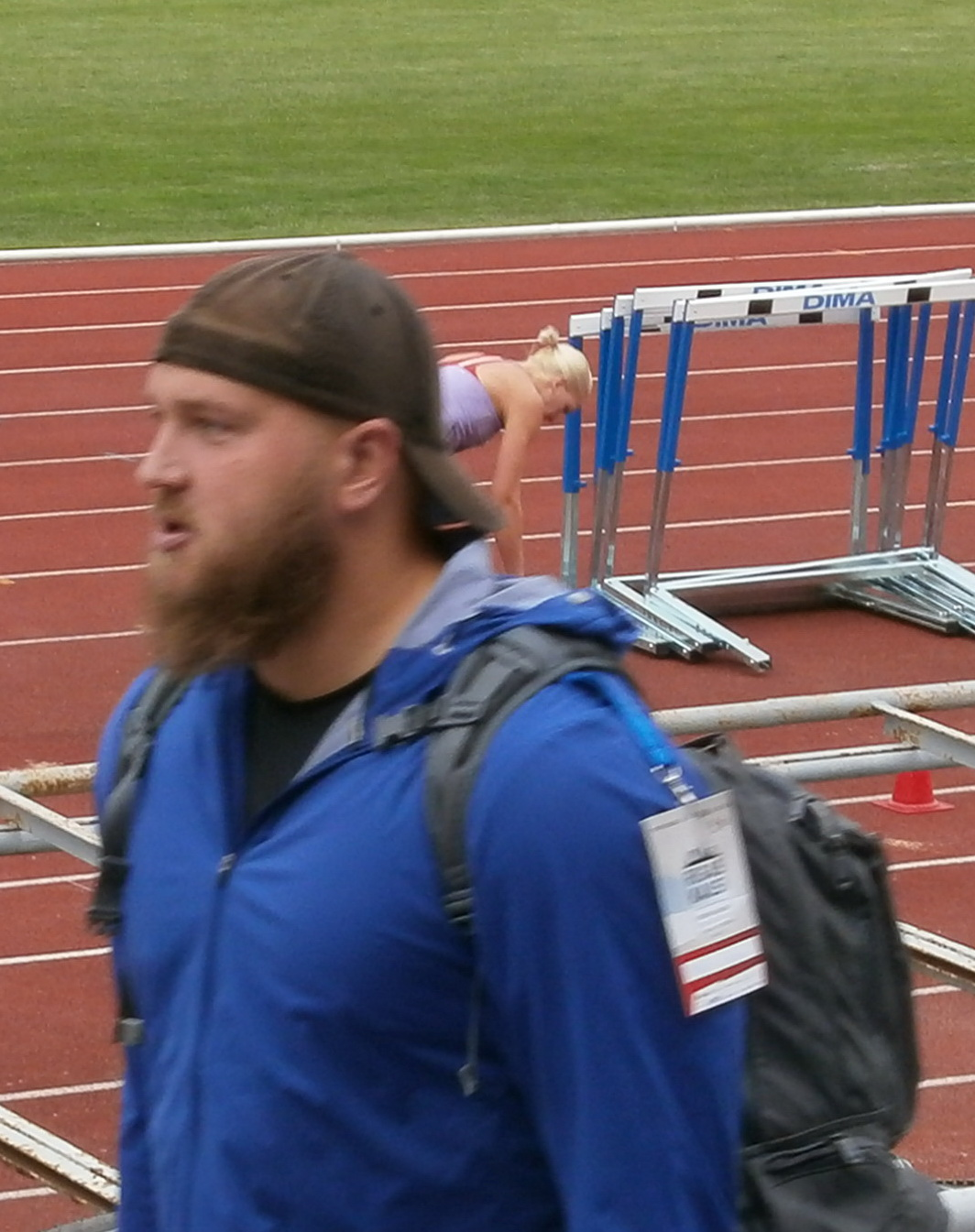
Māris Urtāns – 18,40 m und damit ausgeschieden
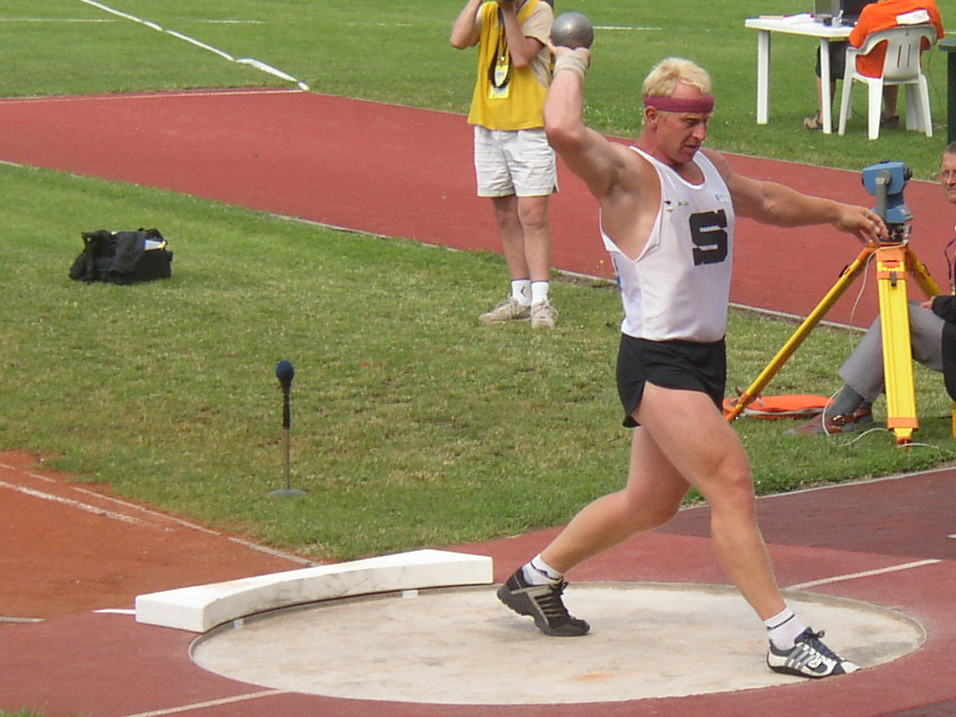
Der EM-Dritte von 1982 und WM-Dritte von 1983 Remigius Machura kam hier nicht über die Qualifikation hinaus

## Finale
7. August 2006, 18:55 Uhr
| Platz | Name                | Nation      | Resultat (m) | 1. Versuch (m) | 2. Versuch (m) | 3. Versuch (m) | 4. Versuch (m)                                | 5. Versuch (m)                                | 6. Versuch (m)                                |
| 1     | Ralf Bartels        | Deutschland | 21,13        | 20,08          | 20,45          | 20,57          | 20,46                                         | 20,23                                         | 21,13                                         |
| 2     | Joachim Olsen       | Dänemark    | 21,09        | 20,06          | 21,09          | 20,95          | x                                             | 20,79                                         | 21,04                                         |
| 3     | Rutger Smith        | Niederlande | 20,90        | 19,76          | 20,73          | 20,90          | 20,63                                         | x                                             | 20,18                                         |
| 4     | Pawel Sofjin        | Russland    | 20,55        | 20,39          | 20,55          | 20,22          | 20,49                                         | x                                             | 20,40                                         |
| 5     | Andy Dittmar        | Deutschland | 19,95        | 19,62          | 19,59          | 19,93          | x                                             | 19,61                                         | 19,95                                         |
| 6     | Tomasz Majewski     | Polen       | 19,85        | 19,52          | 19,85          | x              | x                                             | x                                             | x                                             |
| 7     | Manuel Martínez     | Spanien     | 19,68        | x              | 19,68          | 19,18          | eigentlich zu drei weiteren Stößen berechtigt | eigentlich zu drei weiteren Stößen berechtigt | eigentlich zu drei weiteren Stößen berechtigt |
| 8     | Pawel Lyschyn       | Belarus     | 19,51        | x              | 19,51          | 19,49          | eigentlich zu drei weiteren Stößen berechtigt | eigentlich zu drei weiteren Stößen berechtigt | eigentlich zu drei weiteren Stößen berechtigt |
| 9     | Anton Ljuboslawski  | Russland    | 19,44        | 19,44          | x              | x              | nicht im Finale der besten acht Athleten      | nicht im Finale der besten acht Athleten      | nicht im Finale der besten acht Athleten      |
| DOP   | Andrej Michnewitsch | Belarus     | 21,11        | 20,99          | 21,11          | 20,57          | 21,05                                         | x                                             | 20,68                                         |
| DOP   | Jurij Bilonoh       | Ukraine     | 20,32        | 20,32          | 20,21          | x              | x                                             | x                                             | x                                             |
| DOP   | Ville Tiisanoja     | Finnland    | 19,48        | x              | x              | 19,48          | nicht im Finale der besten acht Athleten      | nicht im Finale der besten acht Athleten      | nicht im Finale der besten acht Athleten      |

Nach einer konstanten Serie, in der alle fünf Versuche gültig und über zwanzig Meter lagen, konnte Ralf Bartels im sechsten Versuch seine bis dahin in diesem Wettbewerb beste Leistung von 20,57 m auf 21,13 m verbessern und sich vom vierten auf den ersten Platz steigern. Die Silbermedaille errang der Däne Joachim Olsen mit einer Weite von 21,09 m. Bronze ging an den Niederländer Rutger Smith.

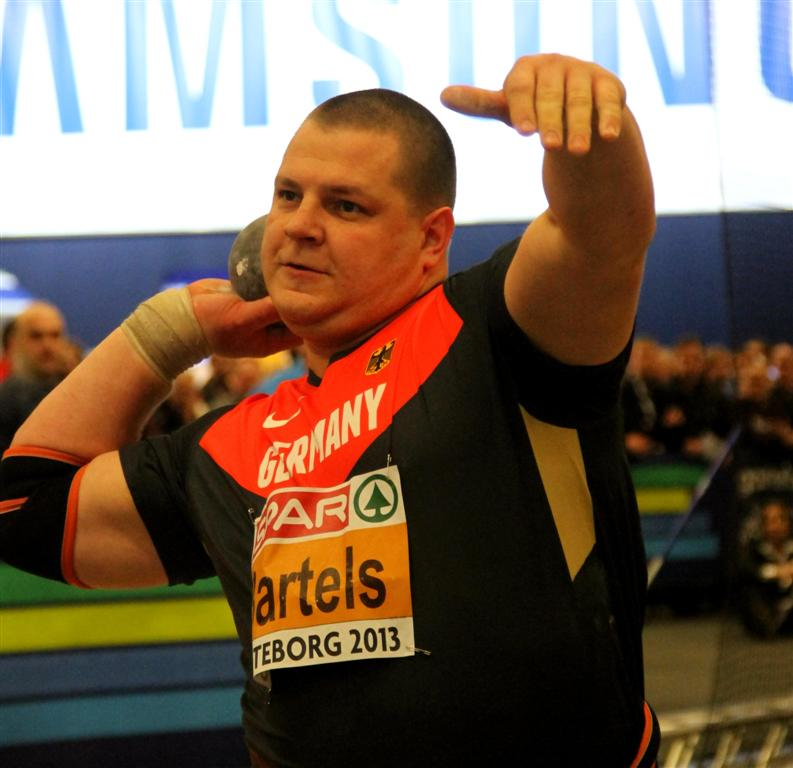
Nach EM-Bronze 2002 und WM-Bronze 2005 wurde Ralf Bartels nun Europameister
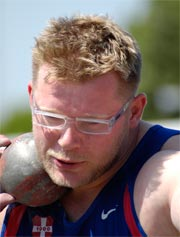
Der Olympiazweite von 2004 Joachim Olsen wiederholte mit Rang zwei seine EM-Platzierung von 2002
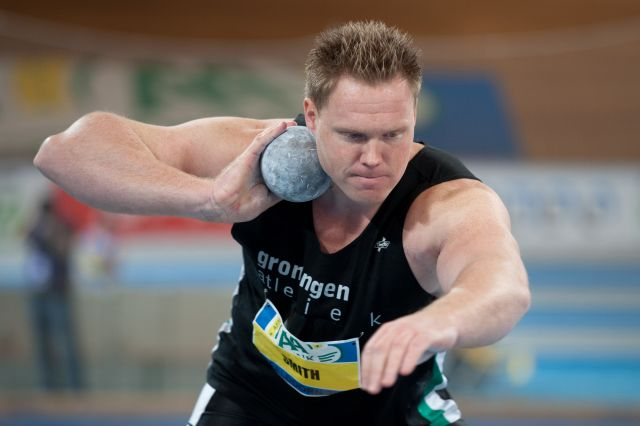
Rutger Smith, Vizeweltmeister von 2005, errang die Bronzemedaille

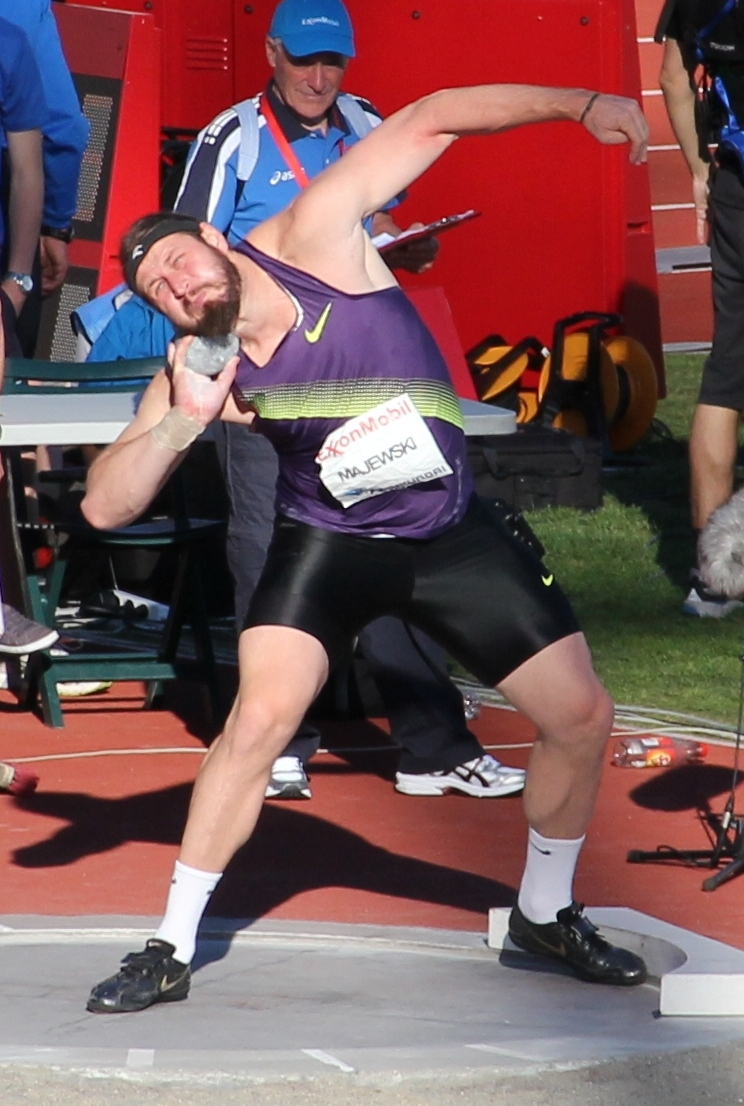
Tomasz Majewski erreichte Platz sechs – seine großen Erfolge mit unter anderem zwei Olympiasiegen (2012/2016) und dem EM-Titel 2010 hatte er noch vor sich
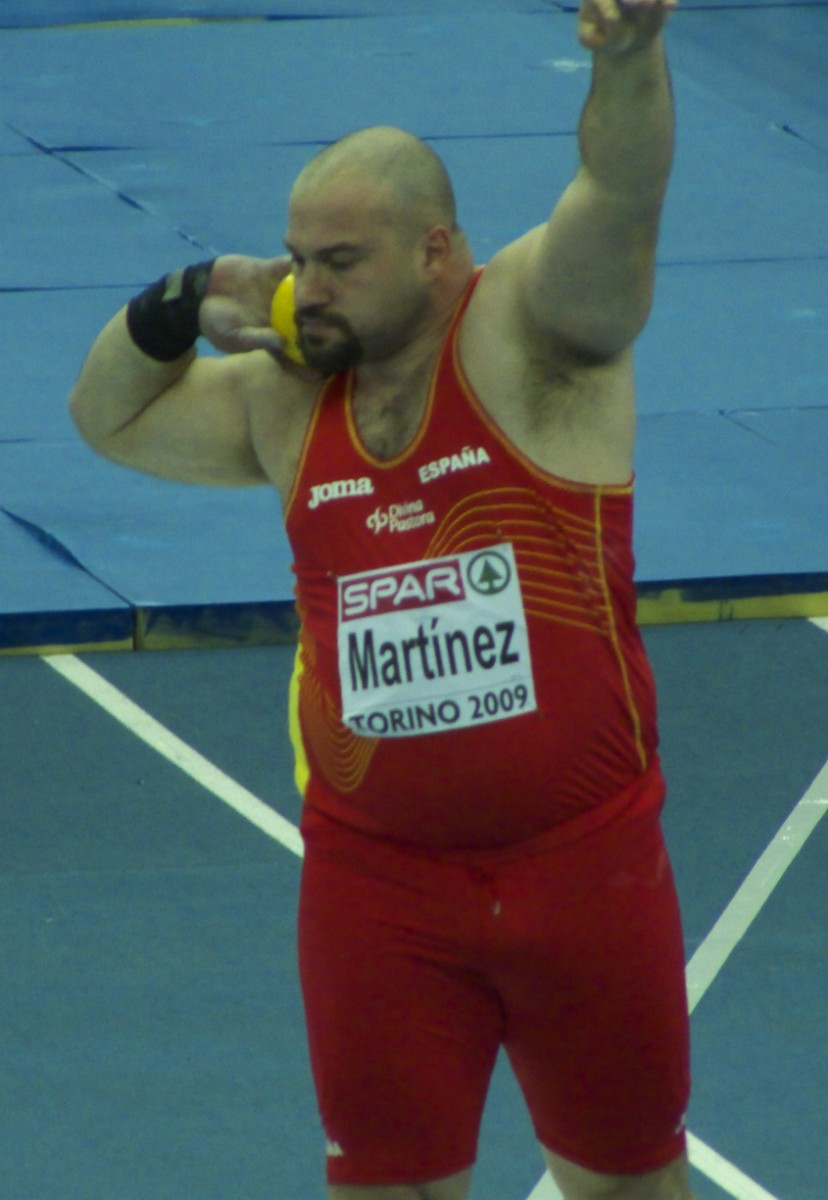
Der siebtplatzierte Manuel Martínez wäre im Finale eigentlich zu drei weiteren Versuchen berechtigt gewesen
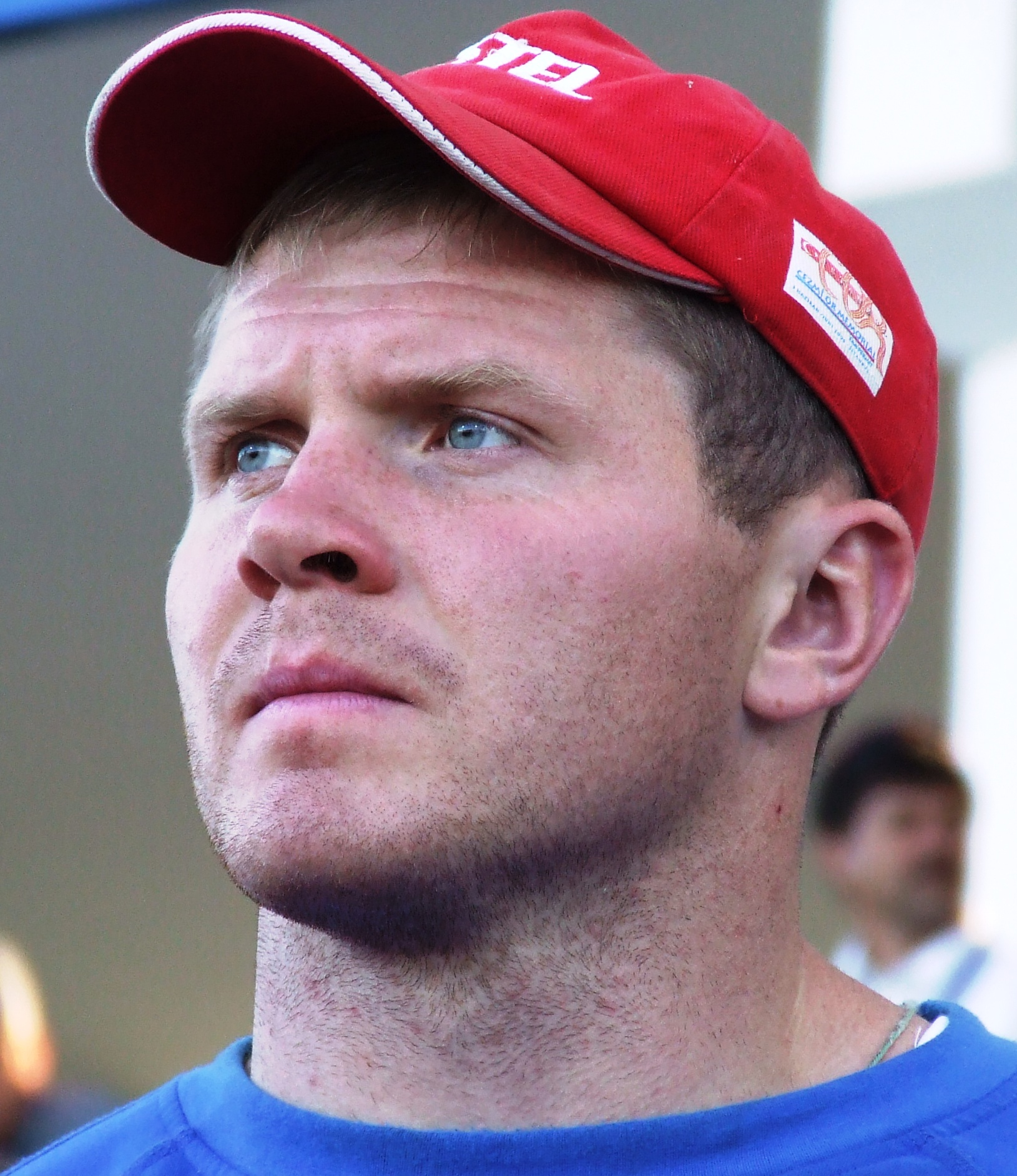
Pawel Lyschyn wurde Neunter – auch ihm hätten im Finale drei weitere Stöße zugestanden

## Videolinks
- 2006 European Championships Men's Shot Put - 1st Ralf Bartels, youtube.com, abgerufen am 28. Januar 2023
- Rutger Smith -Goteborg 2006, youtube.com, abgerufen am 28. Januar 2023